# Notarfachassistent
Der Notarfachassistent ist eine Fachbezeichnung der Fortbildung im notariellen Bereich. Man verfügt über vertiefte Kenntnisse in den wichtigsten Bereichen der praktischen Tätigkeit. Mit Ablegung der Fortbildungsprüfung werden Kenntnisse und Erfahrungen nachgewiesen, die zur selbständigen Vorbereitung und Abwicklung der wichtigsten notariellen Angelegenheiten befähigen.
Der Lehrgang  besteht aus drei dreitägigen Veranstaltungen der Rheinischen Notarkammer in Köln sowie einer zweitägigen Fortbildungsprüfung. 
Zulassungsvoraussetzungen sind  Bestehen der Abschlussprüfung zum Notarfachangestellten oder zum Rechtsanwalts- und Notarfachangestellten sowie Zulassung grundsätzlich frühestens zwei Jahre nach Bestehen der Abschlussprüfung bzw. nach vier Jahren für fachkundige Mitarbeiter eines Anwaltsnotars.

## Aufstieg
Die zweistufige Fortbildung endet mit der Ablegung der Prüfung zum Notarfachreferenten (Rheinische Notarkammer hat zusammen mit der Notarkammer Koblenz und der Saarländischen Notarkammer). 